# Messaoud Bellemou
Messaoud Bellemou, gelegentlich auch als Bellemou Messaoud (arabisch مسعود بلمو; * 1950 in Ain Temouchent), ist ein algerischer Raï-Musiker, Trompeter und Pionier des modernen Pop-Raï, dessen Name auf ihn zurückgeht. Er wird oft auch als „Vater des Rai“ bezeichnet.
Bellemou wuchs in Ain Temouchent als Sohn einer Landwirtsfamilie auf. Sein französischer Grundschullehrer regte ihn an, in der örtlichen Blaskapelle Trompete zu erlernen, daneben auch das Bügelhorn. Bellemou trat zunächst bei Festen, Hochzeiten und Fußballspielen auf.
Starker Einfluss auf ihn hatte der Paso Doble, daneben die Musik klassischer Raï-Interpreten wie Cheikha Ouachma, Cheikha Bekhta und Cheikh Brahim. Auch begann er, westliche Musiken wie den Jazz, zu adaptieren.
Ab 1962 reformierte er unter anderem neben dem Sänger Belkacem Bouteldja, mit dem er von 1969 bis 1979 zusammenarbeitete, die Instrumentierung des traditionellen Rai. Er integrierte dabei neben konventionellen Instrumenten wie guellal, tabla und karbakou auch moderne Instrumente wie das Akkordeon oder andere Blechblasinstrumente, die die ursprünglichen Flötenparts (gasba) ersetzten. Die klassischen Flötenmelodien rhythmisierte er stark.
Bellemou arbeitete auch mit anderen algerischen Sängern wie Benfissa Younes, Hadjoun Hamani oder Sghir Boutaiba zusammen. 1974 prägte er den Begriff „Pop Raï“ und markierte so den historischen Bruch zwischen dem klassischen Stil der Cheiks und dem modernen Stil der Chebs. In den 1970ern war er der Entdecker von Chaba Fadela und arrangierte 1978 ihren ersten großen Hit "Ana Ma H'Lali Ennoun". 1985 nahm er am ersten offiziellen Raï-Festival in Oran teil.